# MTV Movie Award alla miglior performance comica
L'MTV Movie Award per la migliore performance comica (MTV Movie Award for Best Comedic Performance) è un premio cinematografico statunitense assegnato annualmente dal 1992.
Il premio è stato vinto il maggior numero di volte (cinque) da Jim Carrey (ben quattro volte consecutivamente dall'edizione del 1995 a quella del 1998).

## Vincitori e candidati
I vincitori sono indicati in grassetto, a seguire gli altri candidati.

### Anni 1990-1999
- 1992: Billy Crystal - Scappo dalla città - La vita, l'amore e le vacche (City Slickers)
  - Dana Carvey - Fusi di testa (Wayne's World)
  - Steve Martin - Il padre della sposa (Father of the Bride)
  - Bill Murray - Tutte le manie di Bob (What About Bob?)
  - Mike Myers - Fusi di testa (Wayne's World)

- 1993: Robin Williams - Aladdin
  - Whoopi Goldberg - Sister Act - Una svitata in abito da suora (Sister Act)
  - Eddie Murphy - Il principe delle donne (Boomerang)
  - Bill Murray - Ricomincio da capo (Groundhog Day)
  - Joe Pesci - Mio cugino Vincenzo (My Cousin Vinny)

- 1994: Robin Williams - Mrs. Doubtfire - Mammo per sempre (Mrs. Doubtfire)
  - Jim Carrey - Ace Ventura - L'acchiappanimali (Ace Ventura: Pet Detective)
  - Johnny Depp - Benny & Joon
  - Whoopi Goldberg - Sister Act 2 - Più svitata che mai (Sister Act 2: Back in the Habit)
  - Pauly Shore - Mamma, ho trovato un fidanzato (Son in Law)

- 1995: Jim Carrey - Scemo & più scemo (Dumb & Dumber)
  - Tim Allen - Santa Clause (The Santa Clause)
  - Tom Arnold - True Lies
  - Jim Carrey - The Mask
  - Adam Sandler - Billy Madison

- 1996: Jim Carrey - Ace Ventura - Missione Africa (Ace Ventura: When Nature Calls)
  - Chris Farley - Tommy Boy
  - Adam Sandler - Un tipo imprevedibile (Happy Gilmore)
  - Alicia Silverstone - Ragazze a Beverly Hills (Clueless)
  - Chris Tucker - Ci vediamo venerdì (Friday)

- 1997: Jim Carrey - Il rompiscatole (The Cable Guy)
  - Chris Farley - Mai dire ninja (Beverly Hills Ninja)
  - Eddie Murphy - Il professore matto (The Nutty Professor)
  - Robin Williams - Piume di struzzo (The Birdcage)
  - Janeane Garofalo - Un uomo in prestito (The Truth About Cats & Dogs)

- 1998: Jim Carrey - Bugiardo bugiardo (Liar Liar)
  - Rupert Everett - Il matrimonio del mio migliore amico (My Best Friend's Wedding)
  - Mike Myers - Austin Powers - Il controspione (Austin Powers: International Man of Mystery)
  - Adam Sandler - Prima o poi me lo sposo (The Wedding Singer)
  - Will Smith - Men in Black

- 1999: Adam Sandler - Waterboy (The Waterboy)
  - Cameron Diaz - Tutti pazzi per Mary (There's Something About Mary)
  - Chris Rock - Arma letale 4 (Lethal Weapon 4)
  - Ben Stiller - Tutti pazzi per Mary (There's Something About Mary)
  - Chris Tucker - Rush Hour

### Anni 2000-2009
- 2000: Adam Sandler - Big Daddy
  - Jason Biggs - American Pie
  - Ice Cube - Next Friday
  - Mike Myers - Austin Powers - La spia che ci provava (Austin Powers: The Spy Who Shagged Me)
  - Parker Posey - Scream 3

- 2001: Ben Stiller - Ti presento i miei (Meet the Parents)
  - Jim Carrey - Io, me & Irene (Me, Myself and Irene)
  - Tom Green - Road Trip
  - Martin Lawrence - Big Mama (Big Momma's House)
  - Eddie Murphy - La famiglia del professore matto (Nutty Professor II: The Klumps)

- 2002: Reese Witherspoon - La rivincita delle bionde (Legally Blonde)
  - Eddie Murphy - Shrek
  - Mike Myers - Shrek
  - Seann William Scott - American Pie 2
  - Chris Tucker - Colpo grosso al drago rosso - Rush Hour 2 (Rush Hour 2)

- 2003: Mike Myers - Austin Powers in Goldmember
  - Will Ferrell - Old School
  - Cedric the Entertainer - La bottega del barbiere
  - Johnny Knoxville - Jackass: The Movie
  - Adam Sandler - Mr. Deeds

- 2004: Jack Black - School of Rock
  - Ellen DeGeneres - Alla ricerca di Nemo (Finding Nemo)
  - Johnny Depp - La maledizione della prima luna (Pirates of the Caribbean: The Curse of the Black Pearl)
  - Will Ferrell - Elf - Un elfo di nome Buddy (Elf)
  - Jim Carrey - Una settimana da Dio (Bruce Almighty)

- 2005: Dustin Hoffman - Mi presenti i tuoi? (Meet the Fockers)
  - Antonio Banderas - Shrek 2
  - Will Ferrell - Anchorman - La leggenda di Ron Burgundy (Anchorman: The Legend of Ron Burgundy)
  - Ben Stiller - Palle al balzo - Dodgeball (Dodgeball: A True Underdog Story)
  - Will Smith - Hitch - Lui sì che capisce le donne (Hitch)

- 2006: Steve Carell - 40 anni vergine (The 40-Year Old Virgin)
  - Owen Wilson - 2 single a nozze - Wedding Crashers (Wedding Crashers)
  - Adam Sandler - L'altra sporca ultima meta (The Longest Yard)
  - Tyler Perry - Riunione di famiglia con pallottole (Madea's Family Reunion)
  - Vince Vaughn - 2 single a nozze - Wedding Crashers (Wedding Crashers)

- 2007: Sacha Baron Cohen - Borat - Studio culturale sull'America a beneficio della gloriosa nazione del Kazakistan (Borat: Cultural Learnings of America for Make Benefit Glorious Nation of Kazakhstan)
  - Emily Blunt - Il diavolo veste Prada (The Devil Wears Prada)
  - Will Ferrell - Blades of Glory - Due pattini per la gloria (Blades of Glory)
  - Adam Sandler - Cambia la tua vita con un click (Click)
  - Ben Stiller - Una notte al museo (Night at the Museum)

- 2008: Johnny Depp - Pirati dei Caraibi - Ai confini del mondo (Pirates of the Caribbean: At World's End)
  - Amy Adams - Come d'incanto (Enchanted)
  - Jonah Hill - Suxbad - Tre menti sopra il pelo (Superbad)
  - Seth Rogen - Molto incinta (Knocked Up)
  - Adam Sandler - Io vi dichiaro marito e... marito (I Now Pronounce You Chuck And Larry)

- 2009: Jim Carrey - Yes Man
  - Amy Poehler - Baby Mama
  - Anna Faris - La coniglietta di casa (The House Bunny)
  - James Franco - Strafumati (Pineapple Express)
  - Steve Carell - Agente Smart - Casino totale (Get Smart)

### Anni 2010-2019
- 2010: Zach Galifianakis - Una notte da leoni (The Hangover)
  - Ben Stiller - Una notte al museo 2 - La fuga (Night at the Museum: Battle of the Smithsonian)
  - Bradley Cooper - Una notte da leoni (The Hangover)
  - Ryan Reynolds - Ricatto d'amore (The Proposal)
  - Sandra Bullock - Ricatto d'amore (The Proposal)

- 2011: Emma Stone - Easy Girl (Easy A)
  - Adam Sandler - Mia moglie per finta (Just Go With It)
  - Ashton Kutcher - Amici, amanti e... (No Strings Attached)
  - Russell Brand - In viaggio con una rock star (Get Him to the Greek)
  - Zach Galifianakis - Parto col folle (Due Date)

- 2012: Melissa McCarthy - Le amiche della sposa (Bridesmaids)
  - Kristen Wiig - Le amiche della sposa (Bridesmaids)
  - Zach Galifianakis - Una notte da leoni 2 (The Hangover Part II)
  - Jonah Hill - 21 Jump Street
  - Oliver Cooper - Project X - Una festa che spacca (Project X)

- 2014: Jonah Hill – The Wolf of Wall Street
  - Kevin Hart – Poliziotto in prova (Ride Along)
  - Johnny Knoxville – Jackass presenta: Nonno cattivo
  - Melissa McCarthy – Corpi da reato (The Heat)
  - Jason Sudeikis – Come ti spaccio la famiglia (We're the Millers)
- 2015: Channing Tatum - 22 Jump Street
  - Chris Pratt - Guardiani della Galassia (Guardians of the Galaxy)
  - Rose Byrne - Cattivi vicini (Neighbors)
  - Chris Rock - Top Five
  - Kevin Hart - The Wedding Ringer - Un testimone in affitto (The Wedding Ringer)[1][2]
- 2016: Ryan Reynolds - Deadpool
  - Amy Schumer - Un disastro di ragazza (Trainwreck)
  - Kevin Hart - Un poliziotto ancora in prova (Ride Along 2)
  - Melissa McCarthy - Spy
  - Rebel Wilson - Pitch Perfect 2
  - Will Ferrell - Duri si diventa (Get Hard)

- 2017[3]: Lil Rel Howery – Scappa - Get Out (Get Out)
  - Adam DeVine – Workaholics
  - Ilana Glazer e Abbi Jacobson – Broad City
  - Seth MacFarlane – I Griffin (Family Guy)
  - Seth Rogen – Sausage Party - Vita segreta di una salsiccia (Sausage Party)
  - Will Arnett – LEGO Batman - Il film (The Lego Batman Movie)
- 2018[4]: Tiffany Haddish - Il viaggio delle ragazze (Girls Trip)
  - Jack Black - Jumanji - Benvenuti nella giungla (Jumanji: Welcome to the Jungle)
  - Dan Levy - Schitt's Creek
  - Kate McKinnon - Saturday Night Live
  - Amy Schumer - Come ti divento bella! (I Feel Pretty)

### Anni 2020-2029
- 2021[5]: Leslie Jones - Il principe cerca figlio (Coming 2 America)
  - Eric Andre - Bad Trip
  - Annie Murphy - Schitt's Creek
  - Issa Rae - Insecure
  - Jason Sudeikis - Ted Lasso
- 2022[6]: Ryan Reynolds – Free Guy - Eroe per gioco (Free Guy)
  - Brett Goldstein – Ted Lasso
  - John Cena – Peacemaker
  - Johnny Knoxville – Jackass Forever
  - Megan Stalter – Hacks